# Günther Ziegler
Günther Ziegler (18 de janeiro de 1933 — 19 de dezembro de 2013) foi um ciclista alemão que competiu no ciclismo nos Jogos Olímpicos de Verão de 1956, pela equipe Alemã Unida.